# Moira Kelly
Moira Kelly (New York, 6 marzo 1968) è un'attrice statunitense, meglio conosciuta per il ruolo di Mandy Hampton in West Wing - Tutti gli uomini del Presidente e quello di Karen Roe in One Tree Hill. È anche conosciuta per aver doppiato la leonessa Nala da adulta nella trilogia Disney de Il re leone.

## Biografia
Moira, nata nel Queens (New York), ma cresciuta a Ronkonkoma (New York), è la terza di sei figli. Suo padre, Peter, era un violinista, sua madre, Anne, un'infermiera. Entrambi erano immigranti irlandesi e Moira ha avuto un'educazione cattolica. Ha frequentato la Connetquot Senior High School, Long Island, New York e si è diplomata nel 1986. In seguito ha frequentato il ‘'Marymount Manhattan College'’.
Moira è apparsa nel ruolo di Mandy Hampton nella prima stagione della serie televisiva della Casa Bianca West Wing - Tutti gli uomini del Presidente e ha dato la voce alla leonessa Nala ne Il re leone e Il re leone II - Il regno di Simba. È inoltre apparsa nel film del 1992 Charlot, in 110 e lode e Fuoco cammina con me. Ha interpretato Dorothy Day in Entertaining Angels: The Dorothy Day Story. Al cinema ha interpretato Kate Mosley in The Cutting Edge. Attualmente lavora per la televisione vestendo i panni di Karen Roe in One Tree Hill.
Nel 1984 Moira ha partecipato interpretando una piccola parte in una produzione del suo liceo Connetquot Senior High School, il musical Annie. A causa di una malattia la giovane ragazza che interpretava Miss Hannigan si ritirò causando una serie di cambiamenti nel cast. Il regista Eric Martinsen scelse così Moira per interpretare Grace Farrell. Lo spettacolo risultò un grande successo e Moira si vide aprire le porte verso una carriera da attrice.

## Vita personale
Di fede cattolica tradizionalista, dal 2000 Moira è sposata con Steve Hewitt, un uomo d'affari texano, da cui ha avuto due figli: Ella (nata nel 2001) e Eamon (nato nel 2003).

## Filmografia

### Attrice

#### Cinema
- The Boy Who Cried Bitch, regia di Juan José Campanella (1991)
- Billy Bathgate - A scuola di gangster (Billy Bathgate), regia di Robert Benton (1991)
- Vincere insieme (The Cutting Edge), regia di Paul Michael Glaser (1992)
- Fuoco cammina con me (Twin Peaks: Fire Walk with Me), regia di David Lynch (1992)
- Charlot (Chaplin), regia di Richard Attenborough (1992)
- 110 e lode (With Honors), regia di Alek Keshishian (1994)
- Little Odessa, regia di James Gray (1994)
- Legame mortale (The Tie That Binds), regia di Wesley Strick (1995)
- Una donna molto speciale (Unhook the Stars), regia di Nick Cassavetes (1996)
- Entertaining Angels: The Dorothy Day Story, regia di Michael Ray Rhodes (1996)
- Una notte per caso (Love Walked In), regia di Juan José Campanella (1997)
- Cambio vita (Changing Habits), regia di Lynn Roth (1997)
- Drive, She Said, regia di Mina Shum (1997)
- Padrona del suo destino (Dangerous beauty), regia di Marshall Herskovitz (1998)
- Hi-Life, regia di Roger Hedden (1998)
- Henry Hill (1999)
- La sicurezza degli oggetti (The Safety of Objects), regia di Rose Troche (2001)

#### Televisione
- Love, Lies and Murder – miniserie TV (1991)
- Daybreak, regia di Stephen Tolkin – film TV (1993)
- To Have & to Hold – serie TV (1998)
- West Wing - Tutti gli uomini del Presidente (The West Wing) – serie TV, 22 episodi (1999-2000)
- One Tree Hill – serie TV, 90 episodi (2003-2009)
- Heroes – serie TV, episodio 3x16 (Abby Collins) (2009)
- Nascosti per sempre (Girl in the Bunker), regia di Stephen Kemp – film TV (2018)
- The Resident – serie TV, episodi 3x01-3x11-3x15 (2019)
- Panic – serie TV, 7 episodi (2021)
- Citadel – serie TV (2023)

### Doppiatrice
- Il re leone (1994)
- Il re leone II - Il regno di Simba (1998)
- Il re leone 3 - Hakuna Matata (2004)

## Doppiatrici italiane
Nelle versioni in italiano delle opere in cui ha recitato, Moira Kelly è stata doppiata da:
- Emanuela Rossi in West Wing - Tutti gli uomini del Presidente
- Irene Di Valmo in One Tree Hill
- Antonella Giannini in Legame mortale
- Giuppy Izzo in Fuoco cammina con me
- Roberta Greganti in Citadel

Da doppiatrice è sostituita da:
- Laura Boccanera ne Il re leone e Il re leone II - Il regno di Simba
- Barbara De Bortoli ne Il re leone 3 - Hakuna Matata